# 沃利察 (喬爾特基夫區)
49°16′28″N 26°13′2″E / 49.27444°N 26.21722°E
沃利察（羅馬化：Volytsia）是烏克蘭的村落，位於該國西部捷爾諾波爾州，由喬爾特基夫區負責管轄，處於茲布魯奇河畔，距離卡拉哈里夫卡0.5公里，始建於1782年，面積1.61平方公里，2001年人口303。